# Nueva Villa de las Torres
Nueva Villa de las Torres település Spanyolországban, Valladolid tartományban.  Lakosainak száma 278 fő (2024).

## Népesség
A település népessége az utóbbi években az alábbiak szerint változott:
| Lakosok száma | 416  | 393  | 387  | 347  | 321  | 318  | 301  | 280  | 282  | 278  |
|               | 2001 | 2004 | 2007 | 2009 | 2012 | 2014 | 2017 | 2019 | 2022 | 2024 |